# Lucien De Jaegher
Lucien De Jaegher (Borgerhout, 20 november 1912 - Brugge, 24 juni 1987), ook Luc De Jaegher, was een Belgisch kunstschilder, graveur en directeur van de Brugse Kunstacademie.

## Levensloop
De Jaegher werd opgeleid aan het Nationaal Hoger Instituut voor Schone Kunsten in Antwerpen. Hij ging er in de leer bij Isidoor Opsomer voor het schilderen en bij andere meesters voor etsen en houtgravure.
Tijdens de Tweede Wereldoorlog vestigde hij zich in Brugge. In 1948 werd hij leraar aan de Brugse Kunstacademie en van 1961 tot 1978 was hij er de directeur van.
Hij legde zich voornamelijk op grafisch werk toe, waarover een retrospectieve tentoonstelling werd gehouden in 1982. Zijn werk bestond hoofdzakelijk uit boekillustraties en ex librissen. Een achthonderdtal van zijn werken schonk hij aan het Prentenkabinet van de Brugse musea.